# Cuestión Adriática
Se denomina cuestión adriática al historial de reclamaciones, conflictos y enfrentamientos por el control de Zara/Zadar, Fiume/Rijeka, Gorizia, la península de Istria y Trieste que, a pesar de ser reclamados por el nacionalismo italiano, fueron asignados tras la Primera Guerra Mundial a la Yugoslavia paneslava.

## Contexto y Primera Guerra Mundial
La unificación italiana del siglo XIX tuvo como gran enemigo al Imperio austrohúngaro, que controlaba el norte de la península itálica. La finalización de las campañas de Cavour y Garibaldi logró arrebatarle Lombardía y el Véneto, pero los nacionalistas italianos propugnaban que el nuevo país debía incluir otras regiones de lengua italiana como Trento, Bolzano o las costas del mar Adriático, que eran denominadas por estos sectores como Italia irredenta. Se trataba de zonas históricamente ligadas a Italia, especialmente a la República de Venecia. Esto fue el principal motivo para que Italia participara en la Primera Guerra Mundial del bando aliado: el Pacto de Londres le garantizaba las zonas deseadas de Dalmacia y el Tirol tras la derrota de los austríacos.
Académicos italianos como el profesor F. Ajello calcularon que casi el 25% de los habitantes en las costas del mar Adriatico oriental controladas por los austríacos -desde Trieste hasta Spalato- eran de habla italiana en 1910 (especialmente en Istria).
Tras su entrada en la campaña el 15 de abril de 1915 el ejército italiano llevó a cabo una campaña irregular contra las potencias centrales, pero resultando vencedor a la postre. Sin embargo con el Tratado de Saint-Germain-en-Laye, Italia recibió solo parte de lo esperado, pues su expansionismo entraba en contacto con el paneslavismo que aspiraba a llegar por el norte hasta los territorios de población eslovena y croata parte del antiguo Reino de Croacia de esa misma zona. Italia recibió Trentino, Tirol del Sur, Trieste, Istria, varias islas de Dalmacia y el Friul, pero vio como el nuevo Reino de Yugoslavia ocupaba Dalmacia y Eslovenia. Fiume/Rijeka fue declarada territorio neutral, formándose el Estado libre de Fiume.

## Desarrollo del irredentismo y la Segunda Guerra Mundial
Esta decepción fue una de las causas que permitió el auge del nacionalismo fascista de Mussolini, que una vez llegado al poder trató de crear un Imperio Italiano que tenía proyección en los Balcanes y endureció la cuestión adriática. Fiume, a pesar de las garantías del armisticio, fue anexionada en 1924. El territorio bajo control italiano fue sometido a un proceso de italianización fascista, que reprimió el lenguaje esloveno, croata y alemán y buscó uniformizar étnicamente la zona.
El régimen nazi de Adolf Hitler mantenía aspiraciones expansionistas similares, lo que motivó un entendimiento que llevó al intercambio de la población alemana que había quedado en la zona tras la atomización austríaca y al apoyo alemán a las conquistas italianas de Etiopía, Libia, Albania y el Dodecaneso. Mussolini aprovechó la Segunda Guerra Mundial para completar su programa nacionalista, que en una jugada muy criticada por historiadores militares llevó a abrir un nuevo frente con la guerra que Italia declaró a Yugoslavia y Grecia. En 1941, gracias al ejército alemán, Italia tomó ambas zonas. Auspiciada en el Pacto de Acero, Italia aspiraba a un Mare Nostrum Italiano. En el Adriático, Italia se pudo anexionar las zonas deseadas de Dalmacia, que fueron organizadas en la Gobernación de Dalmacia. 
El régimen colaboracionista de la Ustachá conservó las zonas más interiores, pero unos y otros se tuvieron que enfrentar a la dura resistencia de los partisanos del Partido Comunista de Yugoslavia dirigido por Josip Broz, alias Tito. Tras una larga lucha, los italianos comenzaron a perder terreno, ya sin remedio cuando el ejército rojo llegó al país (que a pesar del apoyo soviético fue el único capaz de organizar una reconquista del territorio en vez de esperar la liberación aliada).

## Desenlace final
En 1947 con el tratado de París se estableció el Territorio libre de Trieste, que repartía la zona entre Italia y Yugoslavia. Istria, Fiume/Rijeka y Dalmacia pasaron a estar bajo control yugoslavo, mientras los alrededores de Trieste eran coadministrados. Muchos italianos y colaboracionistas sufrieron con ello una dura persecución la conocida como masacre de las foibe con el subsecuente éxodo étnico. Los italianos recuerdan estos eventos con el Día del Recuerdo. Las tensión llegó a causar incidentes como el asesinato del general británico De Winton por Maria Pasquinelli en represalia.
En 1954, con el Tratado de Trieste ambos países pasaron a administrar sus zonas como parte de su territorio, disolviéndose el Territorio libre de Trieste con el Tratado de Osimo en 1977.

## Imágenes

Estados italianos en 1494
Estados italianos en 1796
Mapa de las regiones reclamadas por el irredentismo italiano. La lucha por el mar Adriático fue un conflicto político clave en las décadas siguientes
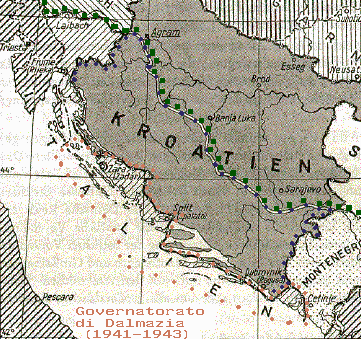
Mapa de la Gobernación de Dalmacia
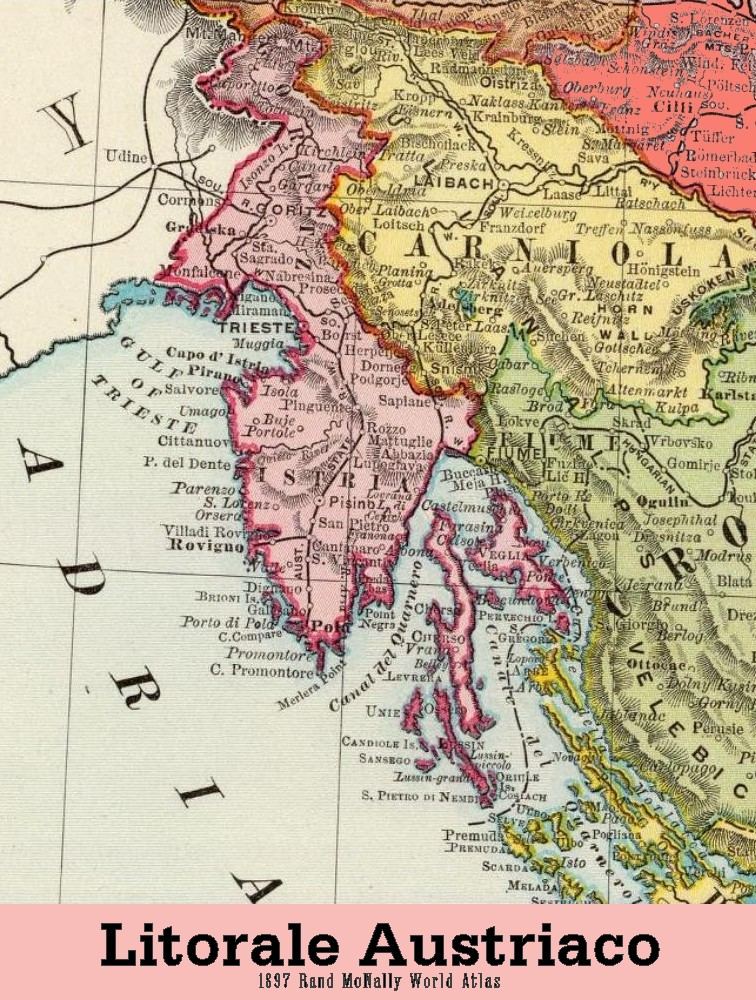
Litoral Austríaco en 1897